# ヴァルラム (ユーリヒ伯)
ユーリヒ伯ヴァルラム（Walram, Graf von Jülich, 1240/5年 - 1297年8月）は、ユーリヒ伯ヴィルヘルム4世とゲルデルン伯ゲルハルト4世の娘リヒャルダ・フォン・ゲルデルンとの間の次男である。

## 生涯
1278年、ヴァルラムは父ヴィルヘルム4世と兄ヴィルヘルムがアーヘンで殺害された後、父の跡を継いでユーリヒ伯となった。1279/80年までアーヘンの司教であった。ヴァルラムはケルン大司教と対立し、リンブルフ継承戦争ではブラバント公を支援した。1288年のヴォーリンゲンの戦いにおいてケルン大司教ジークフリート2世を捕らえ、大司教に対して優位に立った。また、ツュルピヒなどを獲得し、他の領地も手に入れた。
ヴァルラムは1297年8月20日のフールネの戦いで負傷し、数日後に死去した。

## 結婚と子女
1296年、ヴァルラムはブラバン＝アールスホット領主ゴドフロワ（アンリ3世の息子）とジャンヌ・ド・ヴィエルゾンの娘マリ－（1278年頃 - 1332年2月25日）と結婚した。マリーはアールスホットとヴィエルゾン両方の相続人であった。ヴァルラムは結婚の翌年に亡くなり、弟ゲルハルトがユーリヒ伯位を継いだ。マリーは1323年にロベール・ド・ボーモンと再婚し、マリーの死後、ヴィエルゾンはヴァルラムの弟ゲルハルトと結婚していたマリーの妹エリザベートの手に渡った。ヴァルラムとマリーの間には以下の子女が生まれた。
- ヴィルヘルム（1297/8年 - 1311年10月31日） - アーヘンの律修司祭